# Cordia kanehirae
Cordia kanehirae är en strävbladig växtart som beskrevs av Bunzo Hayata. Cordia kanehirae ingår i släktet Cordia, och familjen strävbladiga växter. Inga underarter finns listade i Catalogue of Life.